# Новая Зеньковина (Кормянский район)
Новая Зеньковина (бел. Новая Зенькавіна) — деревня, 30 ноября 2007 года включена в состав городского посёлка Корма, до этого в составе Коротьковского сельсовета Кормянского района Гомельской области Беларуси.

## География

### Расположение
Рядом с восточной окраиной Кормы, в 56 км от железнодорожной станции Рогачёв (на линии Могилёв — Жлобин), в 11 км от Гомеля.

### Гидрография
На реке Кормянка (приток реки Сож), На востоке мелиоративные каналы.

## Транспортная сеть
Транспортные связи по автодорогам, которые отходят от Кормы. Планировка состоит из прямолинейной широтной улицы, к центру которой под прямым углом подходит короткая улица и параллельно к северной части улицы присоединяются 2 короткие улицы. На востоке, за мелиоративным каналом, небольшая обособленная улица, ориентированная с юго-востока на северо-запад. Застройка двусторонняя, преимущественно деревянная усадебного типа.

## История
Согласно письменным источникам известна с начала XIX века как деревня в Кормянской волости Рогачёвского уезда Могилёвской губернии. Согласно переписи 1897 года действовал хлебозапасный магазин. В 1909 году 461 десятин земли, мельница. После освобождения, напрпаляясь на Дон в ноябре 1917 года города Быхов, генералы Л. Г. Корнилов, А. И. Деникин, А. С. Лукомский, С. Л. Марков с Текинским полком) заночевали в деревне, а утром пытались переправиться через реку Сож, но на их напал Кормянский партизанский отряд. В 1930 году организованы 2 колхоза, работали 2 конные круподёрки, конная и паровая мельницы, кузница. В 1966 году к деревне присоединён посёлок Красный Бор. Центр колхоза «Победа». Расположены клуб, детский сад.

## Население

### Численность
- 2004 год — 126 хозяйств, 349 жителей.

### Динамика
- 1816 год — 20 дворов.
- 1881 год — 25 дворов, 188 жителей.
- 1897 год — 39 дворов, 287 жителей (согласно переписи).
- 1909 год — 43 двора, 349 жителей.
- 1959 год — 342 жителя (согласно переписи).
- 2004 год — 126 хозяйств, 349 жителей.